# Ex quo ecclesiam
Ex quo ecclesiam ist eine Enzyklika von Papst Pius VII., sie wurde am 24. Mai 1800 in Venedig promulgiert. Das Pontifikat des Papstes war beherrscht von der Auseinandersetzung mit Napoleon Bonaparte, der 1808 Rom besetzte und den Papst 1809 nach Savona bringen ließ.
In dieser Enzyklika beklagte der Papst die Vertreibung aus Rom; die Franzosen waren unter der Führung Napoleons zu Herren Italiens geworden. Das Konklave von 1800 stand unter dem Schutz des Kaisers Franz II. und wurde in Venedig abgehalten. Papst Pius VII. erklärte in dieser Enzyklika, dass das geplante Heilige Jahr nicht gehalten werde. Dennoch kündigte der Papst einen vollkommenen Ablass an und legte die Bedingungen für seine Erlangung fest. 